# Розсміши коміка
Розсміши коміка — українськомовне (до 16 сезону — російськомовне) телевізійне шоу виробництва студії «Квартал 95». Перші 3 сезони транслювалися на телеканалі «Інтер» у 2011—2012 роках. У 2013—2022 роках шоу транслюється на телеканалі «1+1» (4-17 сезони). У 2022—2023 роках шоу транслювалося на телеканалі «ТЕТ», що показували 18 сезон. З 2024 року (з 19 сезону) транслюється на «Новому каналі» під назвою «Розсміши коміка по-новому». Повторні покази транслюються на телеканалах «ТЕТ», «К1», «Квартал TV», «Квартал TV International» і «1+1 International».

## Процес

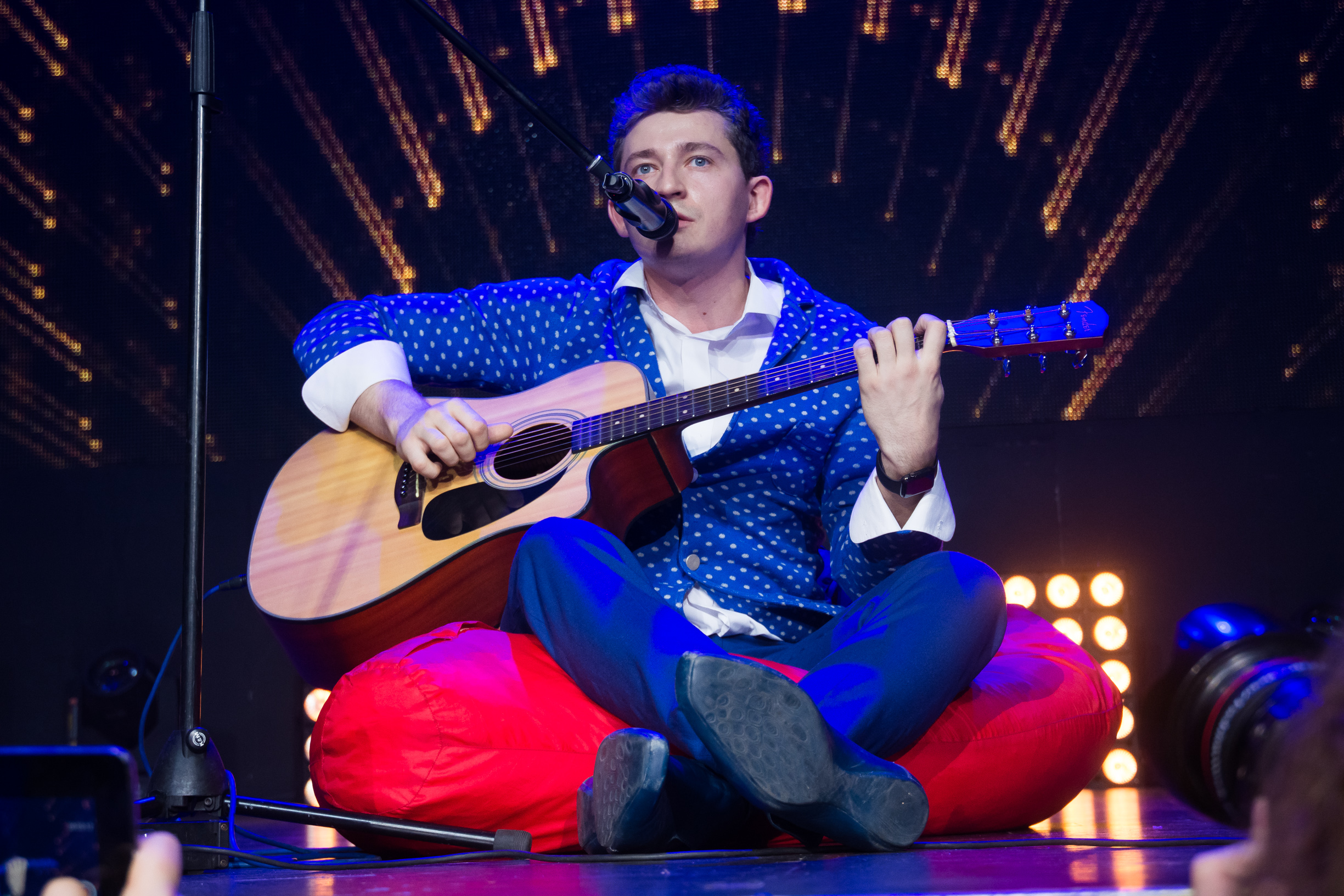
Автор і виконавець пісні «Рассмеши смешного» Коля Сєрга

Взяти участь у шоу може кожен (тому дане телевізійне шоу можна вважати шоу талантів). Для цього треба завітати у визначений день на кастинг і вдало його пройти. Після цього учасник запрошується на сцену.
Мета учасника — змусити членів журі Юрія Ткача та Лесю Нікітюк (в 16 і 18 сезонах Юрія Ткача та Євгена Кошового, в 17 сезоні Євгена Кошового та Олю Полякову, в 3-15 сезонах Володимира Зеленського та Євгена Кошового, в 1 і 2 сезонах — Володимира Зеленського і Михайла Галустяна) засміятись або хоча б посміхнутись. Це зробити необхідно протягом однієї хвилини. Якщо йому це вдається, він «виграє» одну тисячу гривень. Далі він має право або продовжити участь, або забрати гроші.
Якщо учасник обирає продовжити гру, в нього є наступна хвилина, щоб розсмішити чи змусити посміхнутись коміків. Якщо йому це вдається, він «виграє» п'ять тисяч гривень. Якщо ні, він залишається ні з чим. Наступною межею є десять тисяч гривень, далі двадцять тисяч гривень, після чого можна заробити п'ятдесят тисяч гривень. Якщо учасник програє на будь-якому з цих етапів, він втрачає кошти. Гроші виплачуються відразу, безпосередньо на місці події.

## Обличчя
| Коміки/ведучі        | Сезони  | Сезони  | Сезони  | Сезони  | Сезони  | Сезони  | Сезони  | Сезони  | Сезони  | Сезони  | Сезони  | Сезони  | Сезони  | Сезони  | Сезони  | Сезони  | Сезони  | Сезони  | Сезони  |
| Коміки/ведучі        | 1       | 2       | 3       | 4       | 5       | 6       | 7       | 8       | 9       | 10      | 11      | 12      | 13      | 14      | 15      | 16      | 17      | 18      | 19      |
| Дмитро Шепелєв       | Ведучий | Ведучий | Ведучий | Ведучий | Ведучий |         |         |         |         |         |         |         |         |         |         |         |         |         |         |
| Віктор Васильєв      |         |         |         |         |         | Ведучий | Ведучий | Ведучий | Ведучий | Ведучий | Ведучий |         |         |         |         |         |         |         |         |
| Ігор Ласточкін       |         |         |         |         |         |         |         |         |         |         |         | Ведучий | Ведучий | Ведучий | Ведучий | Ведучий |         |         |         |
| Юрій Ткач            |         |         |         |         |         |         |         |         |         |         |         |         |         |         |         | Комік   | Ведучий | Комік   | Комік   |
| Володимир Дантес     |         |         |         |         |         |         |         |         |         |         |         |         |         |         |         |         |         | Ведучий |         |
| Валентин Міхієнко    |         |         |         |         |         |         |         |         |         |         |         |         |         |         |         |         |         |         | Ведучий |
| Володимир Зеленський | Комік   | Комік   | Комік   | Комік   | Комік   | Комік   | Комік   | Комік   | Комік   | Комік   | Комік   | Комік   | Комік   | Комік   | Комік   | Комік   |         |         |         |
| Михайло Галустян     | Комік   | Комік   |         |         |         |         |         |         |         |         |         |         |         |         |         |         |         |         |         |
| Євген Кошовий        |         |         | Комік   | Комік   | Комік   | Комік   | Комік   | Комік   | Комік   | Комік   | Комік   | Комік   | Комік   | Комік   | Комік   | Комік   | Комік   | Комік   |         |
| Оля Полякова         |         |         |         |         |         |         |         |         |         |         |         |         |         |         |         |         | Комік   |         |         |
| Леся Нікітюк         |         |         |         |         |         |         |         |         |         |         |         |         |         |         |         |         |         |         | Комік   |
| -------------------- | ------- | ------- | ------- | ------- | ------- | ------- | ------- | ------- | ------- | ------- | ------- | ------- | ------- | ------- | ------- | ------- | ------- | ------- | ------- |

## Окремі випадки

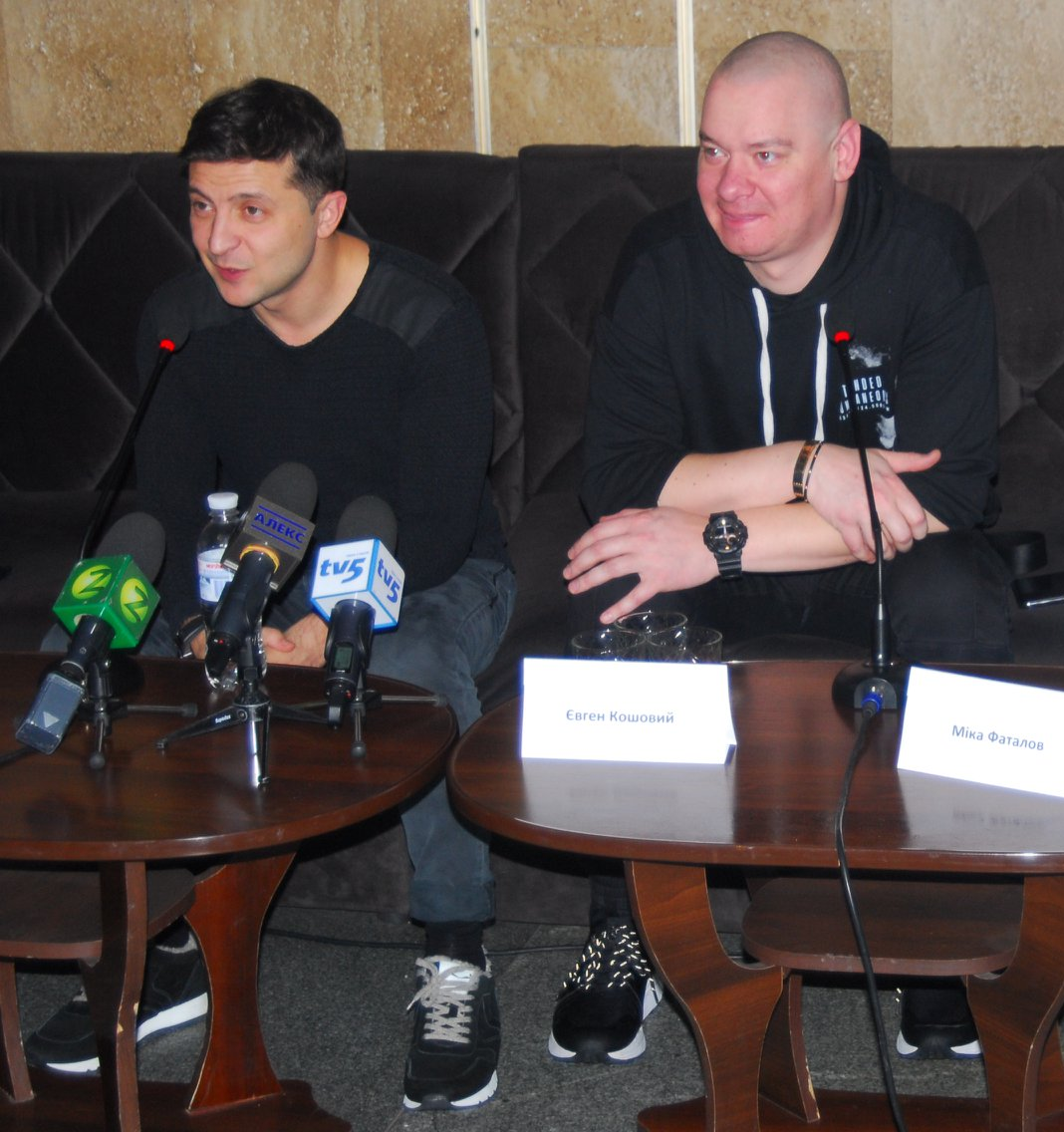
Члени журі Володимир Зеленський і Євген Кошовий

- Під час першого випуску третього сезону, де брали участь ті, хто виграв щонайменше десять тисяч гривень у попередніх сезонах, було додано шосту хвилину з призом у сто тисяч гривень.[2]
- Пісню «Рассмеши смешного» (укр. Розсміши смішного) написав Коля Серга, який узяв участь у 4 випуску шоу.[3][4]
- За перший сезон був один випадок виграшу головного призу шоу (50 тисяч гривень): його вдалося заробити Миколі Атанову і Дмитру Рупчеву з Бердянська (хоча за винятком податків ця сума склала 35 000 гривень (30 % суми сплачується державі[5]))[6]. У третьому сезоні успіх повторити їм не вдалось[7]. У другому сезоні було два таких випадки[8]. В третьому сезоні станом на 22 квітня є лише один випадок, коли учасники першого випуску третього сезону Оля Панасенко і Леся Нікітюк з Хмельницького виграли п'ятдесят тисяч гривень (однак саме в цьому випуску ця сума не була максимальним виграшем)[2].
- Пенсіонерка Лариса Львівна брала участь у шоу двічі. Першого разу в першому випуску першого сезону: вона програла, але їй дали одну тисячу гривень[9]. Другого разу у сьомому випуску першого сезону: їй знову не вдалося розсмішити коміків (вона програла третю спробу заробити десять тисяч гривень), але як виняток та в обмін на обіцянку більше не приходити в шоу їй виплатили зароблені раніше п'ять тисяч гривень[10].
- У третьому випуску першого сезону брав участь Валерій Винарський[11].
- Були випадки, коли ведучий Дмитро Шепелєв мінявся місцями з коміками[12][13][14][15].

## Українське багатоголосе закадрове озвучення

### Студія «1+1» на замовлення телеканалу «Квартал TV»
Ролі озвучували: Ярослав Чорненький, Дмитро Завадський, Андрій Твердак і Аліса Гур'єва

### Студія «Так Треба Продакшн» на замовлення телеканалу «Квартал TV»
Ролі озвучували: Олександр Шевчук, Володимир та Дмитро Терещуки, Олексій Семенов, Павло Лі, Олександр Солодкий, В'ячеслав Скорик, Кирило Татарченко, Валентина Сова, Олена Бліннікова, Наталя Задніпровська, Світлана Шекера, Ганна Соболєва, Вікторія Левченко і Тетяна Руда